# 日本AEパワーシステムズ
株式会社日本AEパワーシステムズは、2001年から2012年まで存在した日立製作所・明電舎・富士電機共同出資の電機メーカー。

## 社名の由来
- A：Advanced（高度な、先進的な、進歩的な）
- E：Electric, Rnargy, Electronics
- パワーシステムズ：電力供給ネットワーク[1]

## 沿革
- 2001年
  - 7月1日 - 設立[2]。
  - 10月 - 生産活動開始[1]。
- 2005年
  - 3月10日 - 昭和電線電纜と共同で開発した高耐震性変圧器の販売開始を発表[3]。
- 2010年
  - 12月8日 - 四日市瞬時電圧低下事故発生。後に再発防止に努めると発表。

- 2011年
  - 7月29日 - 合弁解消に向けた具体的な検討開始を発表[4]。
  - 9月29日 - 合弁解消に向けた基本合意を発表[5][6]。
  - 12月26日 - 合弁解消について最終合意を発表[7][8][9]。
- 2012年
  - 4月1日 - 合弁解消。
- 2019年
  - 2月27日 - 清算終結[10]。

## 事業所
- 国分事業所（茨城県日立市）- 合弁解消後は日立製作所が継承[注釈 1]。
- 千葉事業所（千葉県市原市）- 合弁解消後は富士電機が継承[7][8]。
- 沼津事業所（静岡県沼津市）- 合弁解消後は明電舎（明電T&D）が継承[5]。